# 10. Jahrhundert
Portal Geschichte | Portal Biografien | Aktuelle Ereignisse | Jahreskalender | Tagesartikel

◄ |
8. Jh. |
9. Jh. |
10. Jahrhundert
| 11. Jh.
| 12. Jh.
| ►

900er |
910er |
920er |
930er |
940er |
950er |
960er |
970er |
980er |
990er
Das 10. Jahrhundert begann am 1. Januar 901 und endete am 31. Dezember 1000. Die Weltbevölkerung in diesem Jahrhundert wird auf 200 bis 300 Millionen Menschen geschätzt. Europa, Afrika und Asien waren über ein Netz von Handelsbeziehungen verbunden, über das ein Austausch von Gütern, aber auch von Ideen erfolgte. Führten in den Jahrhunderten zuvor die Handelsrouten im Wesentlichen über Land, so verlagerte sich im 10. Jahrhundert der kontinentale Fernhandel stärker auf den Seeweg. Muslimische Kaufleute spielten in diesem Handelssystem eine führende Rolle.
In den große Teile Europas umfassenden fränkischen Teilreichen übten regionale adelige Herrscher die tatsächliche Macht aus. Mitglieder des sächsischen Adelsgeschlechts der Liudolfinger bauten zunächst im Ostfrankenreich ihre Königsherrschaft auf und wurden zur einflussreichsten Macht Kontinentaleuropas. In diesem Jahrhundert wurden entscheidende Grundlagen für das Europa der kommenden Jahrhunderte gelegt: Die Unteilbarkeit der Königsherrschaft, die gemeinsame Herrschaft über das Ostfrankenreich und das Königreich Italien durch die vom Papst verliehene Kaiserwürde sowie die feudale Ordnung des Hochmittelalters. In Osteuropa bildeten die Polen, Böhmen, Ungarn und Russen erste Herrschaften, die die Christianisierung ihrer Völker einleiteten. Das byzantinische Reich erreichte unter den makedonischen Kaisern einen Machthöhepunkt.
In der islamischen Welt eroberten zwei schiitische Dynastien, die Fatimiden und die Buyiden, große Territorien des Kalifats. Die Fatimiden riefen ihr eigenes Kalifat aus und machten den Kalifen von Bagdad damit auch die religiöse Oberhoheit streitig. Wie auch in den vorherigen Jahrhunderten teilten sich mehrere Großreiche den indischen Kontinent. Die Rashtrakuta konnten im Laufe des Jahrhunderts ihr Reich von Zentral- nach Südindien ausdehnen. Es brach jedoch am Ende des Jahrhunderts zusammen und machte Platz für den Aufstieg der Chola-Dynastie.
Der Prozess der Regionalisierung Chinas im 9. Jahrhundert mündete zu Beginn des 10. Jahrhunderts in eine Periode unabhängiger Teilreiche, auch Fünf Dynastien und Zehn Reiche genannt. Im Jahr 960 konnte die Song-Dynastie zwar China wiedervereinigen, das Reich erreichte jedoch nicht mehr die Größe der Tangzeit und war von politisch wie militärisch mächtigen Nachbarreichen umringt. Auch wenn China nicht die allein dominierende Regionalmacht Ostasiens war, so etablierten die Song ein Reich, das auf ökonomischem, technologischem und kulturellem Gebiet als das fortschrittlichste der damaligen Welt angesehen wird.

## Europa

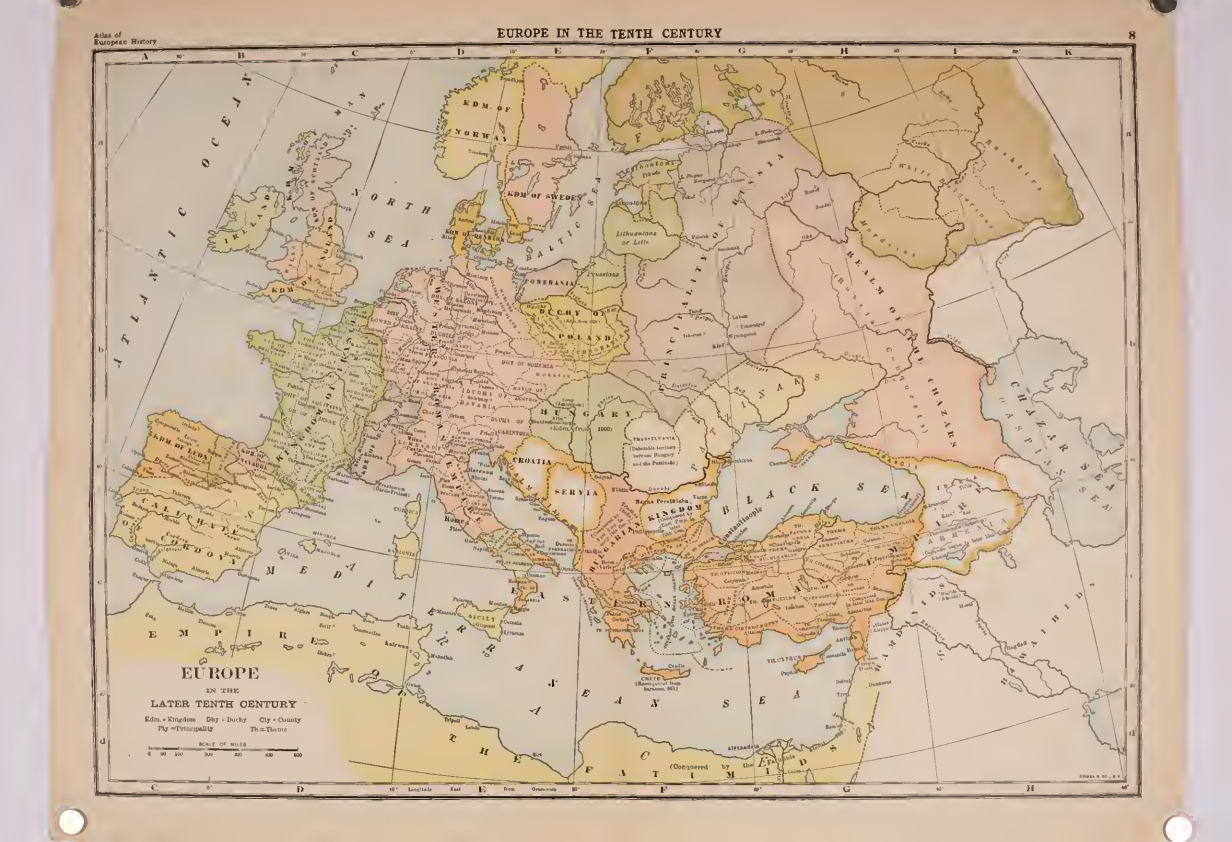
Europa im 10. Jahrhundert

In der europäischen Geschichtsschreibung ist das 10. Jahrhundert Teil des Frühmittelalters (ca. 500–1050). West- und Zentraleuropa sowie ein großer Teil Italiens gehörten zu einer Gemeinschaft von Herrschaftsbereichen, die der christliche Glaube katholischer Prägung verband. Diese waren in Kontinentaleuropa aus dem Frankenreich hervorgegangen, das sich im 9. Jahrhundert in Teilreiche aufspaltete. In Skandinavien und Osteuropa bildeten sich erstmals größere Königreiche, und die Christianisierung begann. In Südosteuropa erreichte das bulgarische Reich, das sich religiös und kulturell am christlichen Byzanz orientierte, seine größte Ausdehnung. Anders als in Zentral- und Westeuropa war der Islam das Leitbild der Herrschafts- und Gesellschaftsordnung eines großen Teils der iberischen Halbinsel und Siziliens.

### Fränkische Nachfolgereiche

#### Politische Entwicklung
Die aus der Teilung des Frankenreichs im 9. Jahrhundert hervorgegangenen Teilreiche standen immer noch in der fränkischen Tradition. An der Spitze dieser fränkischen Reiche stand ein König, dem jedoch mächtige lokale Adelsfamilien gegenüberstanden. Durch Anhäufung von Ämtern und Macht sowie militärische Erfolge hatte eine kleine Zahl von Adelsfamilien die Herrschaft über große Territorien erlangt, in denen sie fast königsgleich herrschten.
Im Ostfrankenreich Zentraleuropas waren diese Territorien die jüngeren Herzogtümer. Eine der mächtigen Adelsfamilien, die Konradiner, schaffte es, Konrad I. bei der Königswahl des Jahres Jahr 911 durchzusetzen. Zwar beendete seine Wahl die rund 150 Jahre dauernde Herrschaft der Familie der Karolinger, er konnte sich jedoch nicht gegen die Adeligen durchsetzen. Erst seinem Amtsnachfolger Heinrich I., der im Jahr 919 zum König gewählt wurde, gelang es, eine neue Königsdynastie zu begründen. Der Sachse aus der Familie der Liudolfinger war der erste nichtfränkische Herrscher des Ostfrankenreiches. Zunächst wurde er nur von den Sachsen und Franken unterstützt, schaffte es jedoch durch Freundschaftsbündnisse, dass ihn auch die anderen Herzöge als König anerkannten. Er herrschte als Erster unter Gleichen im Einvernehmen mit den Herzögen, die einen großen Teil ihrer Macht behielten. Im Osten machte er die Slawen tributpflichtig und brachte das Herzogtum Böhmen unter seine Herrschaft. Böhmen gehörte in den folgenden Jahrhunderten zu dem aus seinem Reich hervorgehenden Heiligen Römischen Reich.

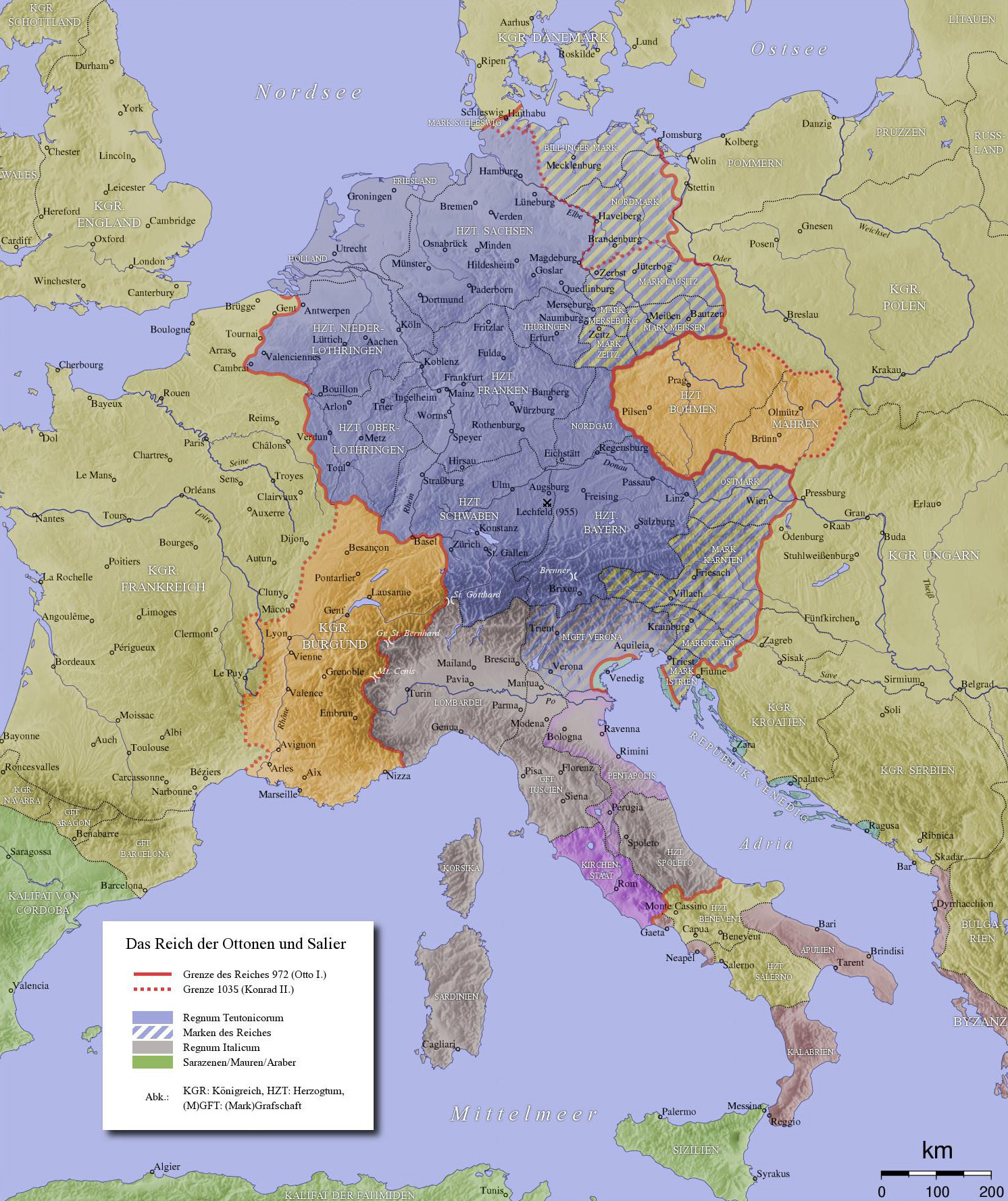
Ostfränkisches Reichsgebiet in ottonischer Zeit

Die von Heinrich I. herausgegebene Hausordnung von 929 legte die Unteilbarkeit der Königsherrschaft fest. Die historische Forschung hält diese für den ersten Schritt zu einem Verständnis des Reiches als unabhängiges Rechtsgebilde, das nicht ausschließlich durch die Person des Königs definiert wird. Nach der Designation durch seinen Vater wurde Otto der Große als Heinrichs Nachfolger zum König gewählt. Er setzte somit die nach ihm und seinen Söhnen benannte Königsdynastie der Ottonen fort, die bis zum Jahr 1024 das Ostfrankenreich regierte.
Seine Position als König, die Otto wesentlich autoritärer verstand als sein Vater, musste er in den ersten Jahren seiner Herrschaft gegen zahlreiche Aufstände, insbesondere die seiner Verwandten, durchsetzen. Erst durch den Sieg in der Lechfeldschlacht des Jahres 955, mit dem er die jahrzehntelangen Raubüberfälle der Ungarn auf das Reich beendete, schaffte er es, sich als unumstrittener König durchzusetzen. Sein Nachfolger Otto II. musste jedoch wieder seine Herrschaft gegen die Ansprüche seiner Verwandten behaupten.
Machtstreitigkeiten in Italien nahm Otto der Große zum Anlass, im Jahr 951 die langobardische Königswürde des Königreiches Italien zu erwerben. Von dieser Machtbasis aus ließ er sich im Jahr 962 vom Papst zum römischen Kaiser krönen. Damit begründete er die Tradition, dass in den folgenden Jahrhunderten nur ostfränkische bzw. deutsche Könige die römische Kaiserwürde erlangten. Ferner legte er die Grundlage für die Vereinigung der norditalienischen und deutschen Gebiete im Heiligen Römischen Reich. Im Privilegium Ottonianum garantierte Otto die Existenz des Kirchenstaats. Im Gegenzug sicherte es Otto und seinen Nachfolgern einen starken Einfluss auf die Besetzung des Papstamtes, der bis Mitte des 11. Jahrhunderts bestand. Das Papstamt war im Laufe des 9. Jahrhunderts zu einem Streitobjekt römischer Adelsfamilien geworden. Durch die politischen Ränke um das Amt und die Amtsausübung einiger Amtsinhaber hatte das Papsttum auch im 10. Jahrhundert stark an moralischer Autorität und Einfluss verloren. Erst Otto III. nutzte zum Ende des Jahrhunderts seinen Einfluss auf die Besetzung des Papststuhls, um Amtsinhaber einzusetzen, die mit der Reform des Papsttums begannen.
Die Herrscher Zentraleuropas und Italiens wurden auch an ihrer Abwehrleistung gegen die Raubüberfälle der Ungarn gemessen, die diese Gebiete seit dem Ende des 9. Jahrhunderts durch regelmäßige Überfälle heimsuchten. Neben dem Einsatz ihrer durchschlagstarken Bögen zeichneten sich diese Reiter durch hohe Mobilität und Geschwindigkeit aus. Vor Heinrich I. konnten nur einige Markgrafen vereinzelte Erfolge erzielen. Heinrich nutzte einen ausgehandelten mehrjährigen Waffenstillstand mit den Ungarn, um im Reich Burgen errichten und verbessern zu lassen sowie die Schlagkraft des fränkischen (Reiter-)Heeres zu erhöhen. Konnte er die Ungarn danach an der Unstrut in die Flucht schlagen, so gelang es erst seinem Sohn Otto dem Großen, das ostfränkische Heer in der Schlacht auf dem Lechfeld zu einem alles entscheidenden Sieg über die Ungarn zu führen, der sie davon abhielt, weitere Überfälle im Reich durchzuführen.
Otto dem Großen folgte im Jahr 973 sein Sohn Otto II., dem dessen Sohn Otto III. nachfolgte. Beide Herrscher, die im jungen Alter starben, verfolgten eine Ausweitung der Herrschaft in Italien, woran beide scheiterten. Gegen beide Herrscher opponierte der Herzog Heinrich der Zänker erfolglos. Weil Otto III. nach dem Tod Ottos II. im Jahr 983 noch nicht volljährig war, regierten bis zum Jahr 994 seine Mutter Theophanu und seine Großmutter Adelheid als Kaiserinnen das Reich. Ihr aktives politisches Handeln steht beispielhaft für die aktive politische Rolle adliger Frauen des 10. und 11. Jahrhunderts.
Um den Königsthron des Westfrankenreichs konkurrierten seit dem Ende des 9. Jahrhunderts die Familien der Karolinger und Robertiner. Die Robertiner schafften es nur zeitweise, die Karolinger vom Königsthron zu verdrängen. Erst als Hugo Capet im Jahr 987 zum König gewählt wurde, war die Herrschaft der Karolinger auch im Westfrankenreich endgültig beendet. Hugo aus einer Seitenlinie der Robertiner begründete die Königsdynastie der Kapetinger, die in den folgenden Jahrhunderten die französischen Könige stellte. Allerdings war das westfränkische Königtum des 10. Jahrhunderts weitgehend auf seinen Kernraum in der Île-de-France beschränkt. Diese Krondomäne betrug ungefähr ein Zehntel des Westfrankenreiches. Die restlichen Teile wurden von rund einem Dutzend großer Kronvasallen beherrscht, über die der König nur die nominelle Oberhoheit hatte. Im Norden erlangte der Wikinger Rollo im Jahr 911 durch Vertrag ein Gebiet als Lehen vom westfränkischen König. Eine Folge der Gewährung des Lehens war die Beendigung der Wikingerüberfälle auf das Westfrankenreich, die es besonders im 9. Jahrhundert stark belastet hatten. Die Wikinger, deren Gebiet Normandie genannt wurde, nahmen in wenigen Generationen die westfränkische Kultur und Sprache an. In den folgenden Jahrhunderten spielten die Normandie und die romanisierten Normannen eine entscheidende Rolle in der Geschichte Englands und Frankreichs.

#### Gesellschaft, Wirtschaft, Recht und Kultur
Die Gesellschaften Europas waren überwiegend ländlich geprägt. Städte, deren Einwohnerzahl wesentlich geringer war als die anderer Weltregionen und der Antike, gab es vor allem in West- und Südeuropa und am Rhein. Begünstigt durch ein relativ mildes Klima und die Verbreitung technischer Neuerungen in der Landwirtschaft stieg die Bevölkerungszahl ab der Mitte des Jahrhunderts stark an. Der verstärkte Bergbau im Harz trug zum Reichtum der herrschenden Ottonen bei. Er war bedeutend als technische Innovation, rief durch die Verhüttung mit Holzkohle aber auch erste Umweltschäden hervor.
Vorherrschendes Modell der wirtschaftlichen und gesellschaftlichen Ordnung war die Grundherrschaft. Grundherren waren meist Adelige, Kirchen oder Klöster. Im verbreiteten Modell der Villikation war ihr Land in einen zentralen Hof und zahlreiche Bauernstellen unterteilt. Der zentrale Gutshof wurde meist mit Hilfe von Unfreien und zunehmend durch Frondienste der abhängigen Bauern bewirtschaftet. Abgesehen von den Abgaben bestellten die Bauern das ihnen zugewiesene Stück Land in Selbstversorgung. Grundherren besaßen meist mehrere dieser Höfe und hatten oft über alle Bewohner des Landes auch herrschaftliche Rechte, wie die Gerichtsbarkeit. Die Bauernstellen wurden von unfreien und freien Bauern bewirtschaftet. Im Laufe des Jahrhunderts ebneten sich die Unterschiede zwischen freien und unfreien Bauern ein. Während die Unfreien mehr Persönlichkeitsrechte zugestanden bekamen, büßten die Freien einen großen Teil ihrer Unabhängigkeit ein. In den Gutshöfen setzten die Grundherren oft unfreie Verwalter ein. Der Grundbesitz der Könige, Adeligen, Bistümer und Klöster war jedoch kein geschlossenes Territorium, sondern es handelte sich oft um Streubesitz. Dies galt besonders für das Hausgut und Reichsgut der Ottonen. Auch stimmten Herrschaftsrecht und Grundbesitz nicht immer überein. Kirchen und Klöstern verliehen die Ottonen Bannimmunitäten, die sie vor Eingriffen weltlicher Herrscher schützen und ihnen sogar Herrschaftsrechte auf weltlichem Grundbesitz gaben. In vielen Fällen ließen sie diese Rechte durch adelige Laien, die Vögte, die im Gegensatz zu den Geistlichen voll waffenfähig waren, durchsetzen.
Im 10. Jahrhundert verfestigte sich eine Gesellschaftsordnung, die auch für die folgenden Jahrhunderte prägend war. An der Spitze der Gesellschaft stand eine kleine Adelsschicht, wobei die Zugehörigkeit zu dieser Gruppe nun ausschließlich durch Geburt bestimmt wurde. Diese Adelsschicht übte nicht nur die weltliche Herrschaft aus, sondern bekleidete auch fast alle kirchlichen Führungspositionen. Ferner bildete sich zum Ende des Jahrhunderts die das weitere Mittelalter prägende funktionale Dreiteilung der Gesellschaft in eine Gruppe von Kriegern und Herrschern, eine Gruppe von Betenden und eine Gruppe von Arbeitern heraus.

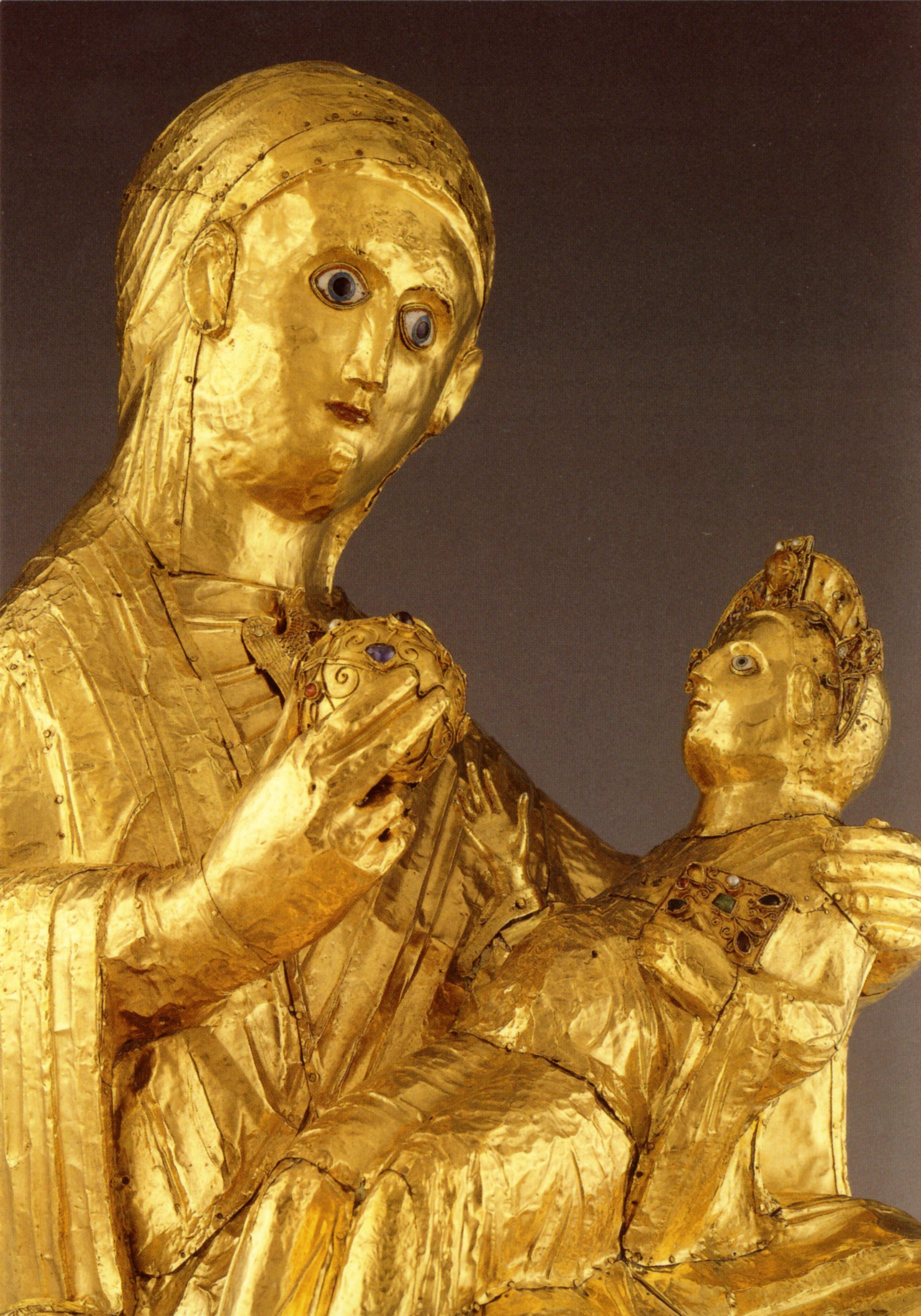
Goldene Madonna, die älteste erhaltene vollplastische Marienfigur der abendländischen Kunst

Das Christentum war der dominierende Glaube West- und Zentraleuropas sowie Italiens. Dies galt nicht nur im Bezug auf die persönliche religiöse Überzeugung der Menschen, sondern auch die Herrschafts- und Gesellschaftsordnung wurde mit dem Bezug auf das Christentum interpretiert. Die Einsetzung von Bischöfen und Äbten bzw. die starke Einflussnahme auf ihre Wahl durch weltliche Herrscher war die vorherrschende Praxis. Insbesondere den ottonischen Königen, die sich immer deutlicher als Stellvertreter Christi auf Erden begriffen, gelang es, die Besetzung eines Großteils der kirchlichen Führungspositionen, Investitur, zu bestimmen oder maßgeblich zu beeinflussen. So spielten Bistümer und Klöster eine immer größere Rolle bei ihrer Herrschaftsausübung. Bischöfe und Äbte unterstützen den König im beträchtlichen Maße bei seinen Kriegszügen. Neben den Königspfalzen waren es sehr oft Klöster, die den König und sein Gefolge auf seinen ständigen Reisen durch sein Herrschaftsgebiet versorgen mussten. Im Gegenzug stattete der König Bistümer und Klöster umfangreich mit Land, Ressourcen und Herrschaftsrechten aus. Die in das Herrschaftssystem eingebundene Kirche wird von Historikern als Reichskirche bezeichnet.
Dieser politischen Vereinnahmung der Kirche stellte sich eine bedeutende Reformbewegung entgegen, deren Zentrum die burgundische Abtei Cluny war. Hauptanliegen der Bewegung war die politische Unabhängigkeit von Klöstern und Kirche sowie die strikte Befolgung kirchlicher Regeln wie der Regula Benedicti durch Kleriker und Mönche. Im 10. Jahrhundert konnte sich diese Bewegung zunächst in Westeuropa, nicht jedoch im Reich der Ottonen eine Basis schaffen.
Bezogen auf West- und Zentraleuropa wird das 10. Jahrhundert aufgrund seiner Armut an schriftlichen Quellen auch das „dunkle Jahrhundert“ genannt. Die Kultur war fast ausschließlich eine mündliche Kultur, in der Gesten, Rituale und Symbole eine wesentliche Rolle spielten. Mit Ausnahme von Italien konnten fast ausschließlich Kleriker lesen und schreiben, wobei die Zahl der Wissensträger im Laufe des Jahrhunderts abnahm. Zwar wuchs dadurch auch die Macht der Kleriker am königlichen Hof, doch war dieser im Gegensatz zur Zeit der Karolinger nicht mehr primärer Kulturschöpfer. Die Kultur entstand dezentral. Die Buchmalerei, wie die Werke der Reichenauer Malschule, oder die Plastiken hatten meist religiöse Inhalte. Auf diesen Gebieten wie auch bei den Kirchenbauten entwickelte sich der Kunststil der Frühromanik.
Bei der schulischen Wissensvermittlung verloren die Klosterschulen zu Gunsten der neu aufkommenden Domschulen an den Bischofssitzen an Bedeutung. Ein bedeutender Gelehrter war der von den Ottonen protegierte Gerbert von Aurillac, der schließlich Papst Silvester II. wurde. Dieser lernte im muslimischen Spanien und erweiterte das abendländische Wissen auf dem Gebiet der Mathematik und Astronomie.
Ein einheitliches Recht gab es in den Reichen des christlichen Europa nicht. Das meist mündlich überlieferte Recht begründete sich auf überlieferte Gebräuche und mündliche Abmachungen. Da es keine zentrale Instanz zur Durchsetzung des Rechtes gab, war die Selbstjustiz mit Hilfe von Waffengewalt unter Adeligen verbreitet. Überall, wo es keine starke ausgleichende Königsgewalt gab, litten wie im Westfrankenreich die Bauern und Kleriker unter den Fehden der Adeligen. Dagegen richtete sich von kirchlicher Seite die Bewegung des Gottesfriedens, die die Fehden zeitlich und örtlich zu beschränken versuchte.

### England und Skandinavien
Die britische Insel war zu Beginn des Jahrhunderts in vier Bereiche geteilt, das südliche England, Wales, das Danelag in der Mitte und Schottland im Norden. Bis zur Mitte des Jahrhunderts eroberten die Engländer sukzessive das von Wikingern regierte Danelag. Danach folgte in England eine kulturelle und religiöse Blüte, wobei die Engländer auch Kontakte nach Kontinentaleuropa pflegten. Diese Entwicklung wurde durch erneute größere Überfälle der skandinavischen Wikinger ab den 980er Jahren gestört. Durch Tributzahlungen konnten die Engländer die Wikinger zum Rückzug bewegen. Ein großer Teil von Schottland wurde von den Königen von Alba beherrscht. Auch sie wehrten sich gegen Wikingerüberfälle.
In Skandinavien bildeten sich in diesem Jahrhundert erstmals größere Herrschaftsräume. Nach einer schwedischen Herrschaftsperiode in der ersten Jahrhunderthälfte wurde Dänemark von der Jelling-Dynastie geeint. Zum Ende des Jahrhunderts gewann diese die Oberherrschaft über Norwegen. Die dänischen Könige traten zum Christentum über und förderten die christliche Mission, die von Hamburg und Sachsen ausging.

### Iberische Halbinsel
Der größte Teil der iberischen Halbinsel war muslimisch beherrscht, während sich mehrere christliche Reiche den Norden teilten. Der muslimische Süden wurde zwar formal vom Emir von Córdoba beherrscht, doch kämpften zahlreiche Gruppen in einem Bürgerkrieg (fitna) um die Macht. Im Jahr 912 kam sein Nachfolger, Emir Abd ar-Rahman III. aus der Dynastie der Umayyaden, an die Macht, dem es gelang, die Bürgerkriegsparteien seiner Herrschaft zu unterstellen. Nach Festigung seiner Macht begann er eine expansive Außenpolitik, die sich sowohl gegen die christlichen Reiche des Nordens als auch gegen die Herrschaft der muslimischen Fatimiden auf dem westlichen Maghreb richtete. Abgesehen von der Eroberung der maghrebinischen Hafenstädte Ceuta und Melilla und einiger Gebiete im Norden der iberischen Halbinsel, zeigte die expansive Außenpolitik keine nachhaltigen territorialen Erfolge. Um seine Unabhängigkeit gegenüber den zwei anderen muslimischen Kalifen zu betonen, wandelte er das Emirat zum Kalifat von Córdoba. Die Kalifen von Córdoba förderten im 10. Jahrhundert Kunst und Kultur. Zu ihrer umfangreichen Bautätigkeit gehörten die Errichtung der Palaststadt Madīnat az-zahrāʾ und die Erweiterung der Moschee von Córdoba.

### Osteuropa
In Osteuropa östlich der Elbe siedelten zu Beginn des Jahrhunderts vorwiegend slawische Kleinstämme. Während die Liudolfinger die Stämme westlich der Oder direkt von sich abhängig machten, bildeten sich in den anderen westslawischen Gebieten größere Herrschaftsgebilde, das spätere Königreich Polen und das Herzogtum Böhmen. Letzteres schloss auch Gebiete des Mährerreiches ein, das im Jahr 907 nach einer militärischen Niederlage gegen die Ungarn unterging. Den Liudolfingern gelang es, Böhmen unter ihre Oberhoheit zu bringen, was die Zugehörigkeit Böhmens zum Heiligen Römischen Reich für das gesamte Mittelalter begründete. Nach ihrer deutlichen Niederlage in der Lechfeldschlacht errichteten auch die nichtslawischen Ungarn ein Reich unter einer einheitlichen Führung.
Wie die Böhmen im 9. Jahrhundert, so ließen sich im 10. Jahrhundert auch die Polen und Ungarn zum christlichen Glauben bekehren. Durch ottonische Intervention schlossen sich die Völker dem katholisch-päpstlichen Lager an, blieben jedoch vom Ostfrankenreich unabhängig.
Wladimir I., der Herrscher des weiter östlich gelegenen Reiches der Kiewer Rus, entschied sich hingegen für die byzantinische Kirche, als er sich zum christlichen Glauben bekannte. Die Christianisierung war Teil eines diplomatischen Handels mit Byzanz und zusammen mit einer militärischen Unterstützung gegen die Bulgaren der Preis dafür, dass der byzantinische Kaiser Wladimir I. ein purpurgeborenes Mitglied der Kaiserfamilie zur Frau gab. Dieses Privileg, das zum ersten Mal einem ausländischen Herrscher zuteilwurde, bedeutete für Wladimir einen außerordentlichen Prestigegewinn in der ganzen christlichen Welt. Sein Vater hatte zuvor das Herrschafts- und Einflussgebiet der Kiewer Rus erheblich erweitert, wobei er das Chasaren-Reich zerstörte.

### Byzanz und Bulgarien

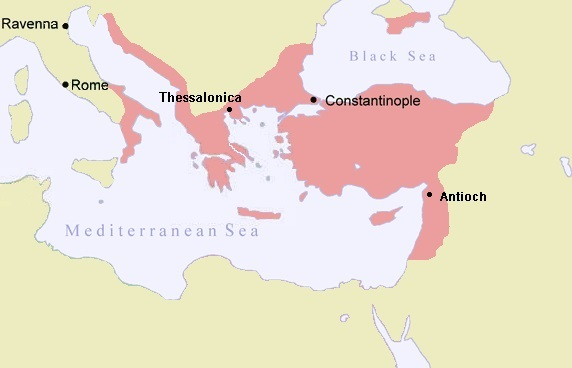
Byzanz um 975

Zu Beginn des Jahrhunderts war das Kaiserreich vor allem von den Bulgaren bedroht. Deren Zar Simeon I. wollte Bulgarien und Byzanz unter seiner Herrschaft vereinen und versuchte deshalb, die am Bosporus gelegene byzantinische Hauptstadt Konstantinopel zu erobern, woran er scheiterte. Nach dem Tod Simeons I. im Jahr 927 wurden die bulgarischen Angriffe schwächer, so dass die Byzantiner ihrerseits im weiteren Verlauf des Jahrhunderts ab 971 große Teile Bulgariens erobern konnten. Insbesondere in der zweiten Hälfte des Jahrhunderts konnten starke Kaiser und Feldherren zahlreiche Gebiete, die Byzanz in den vorherigen Jahrhunderten verloren hatte, (zurück)erobern. So wurden der südliche Balkan, Kreta, Zypern und Teile Syriens wieder byzantinisch.
Aus diesem Machtgewinn heraus fand auch eine Christianisierung der nördlichen Nachbarstaaten statt, was nach der Begründung der Bulgarischen im Jahre 864 zur Begründung der Russischen Orthodoxie im Jahre 988 führte. Dadurch, dass die bulgarische und die russische Kirche sie als Oberhaupt anerkannten, erreichten die Patriarchen von Konstantinopel eine über das byzantinische Reich hinausgehende Stellung, was ihre Machtposition auch gegenüber den Kaisern verbesserte.
Obwohl im gesamten Jahrhundert Mitglieder der makedonischen Dynastie das Kaiseramt innehatten, wechselten sich zahlreiche Regenten an der Spitze ab, wobei sich insbesondere Basileos II. hervortat. Mehrfach regierten Mitkaiser für die schwachen oder minderjährigen Kaiser der Dynastie. Bei den Kämpfen um die Macht gab es mehrere Bürgerkriege. Später gewann die Stellung des Landadels an Bedeutung, was das Themensystem schwächte, welches die vorangegangene Konsolidierung des Reiches entscheidend gefördert hatte. In der Konsequenz wurde das stehende Heer teils durch unzuverlässige Söldnerverbände ersetzt, ein Prozess, dessen Fatalität für das Reich besonders in der Schlacht von Mantzikert im folgenden Jahrhundert offenbar wurde.

## Muslimische Welt

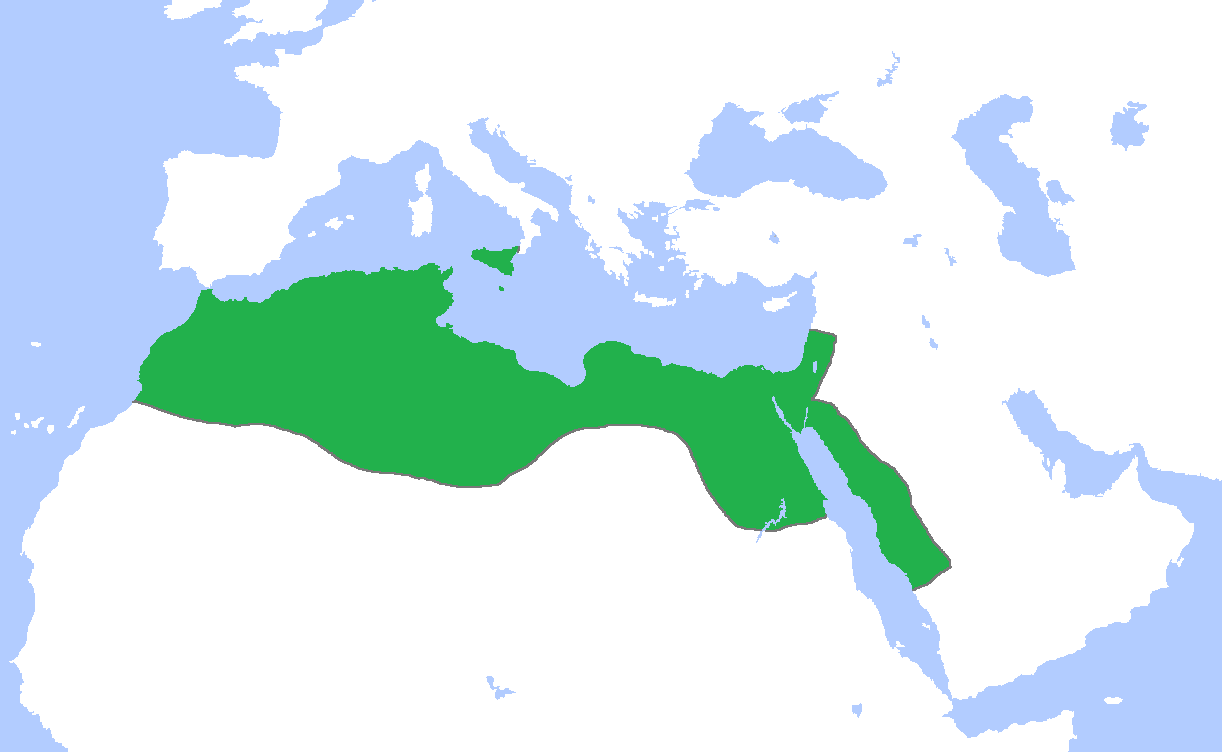
Das Fatimidenreich in seiner größten Ausdehnung

Anfang des 10. Jahrhunderts steht das muslimische Herrschaftsgebiet von der iberischen Halbinsel bis nach Zentralasien zu großen Teilen nur noch formell unter der Hoheit der abbasidischen Kalifen. Die wirkliche Macht üben zahlreiche muslimische Dynastien über ihre jeweiligen Teilreiche aus. Ausgehend von ihren lokalen Machtbasen, stiegen in der ersten Jahrhunderthälfte zwei lokale schiitische Dynastien, die Fatimiden und die Buyiden, erstmals zu den bedeutendsten Regionalmächten der muslimischen Welt auf.
Die Fatimiden stürzten zu Beginn des Jahrhunderts die Aghlabiden und übernahmen von ihnen die Herrschaft über die östlich des Maghrebs gelegene Provinz Ifrīqiya. Als Führer der Ismailiten, einem Zweig der schiitischen Ausrichtung des Islam, legitimierten sie ihre Herrschaft, indem sie ihre Abstimmung auf die Tochter des islamischen Propheten Mohammad, Fatima, zurückführten. Damit standen sie nicht nur in politischer, sondern auch in religiöser Opposition zu den abbasidischen Kalifen, die in Bagdad residierten. Sie erklärten sich deshalb selbst zu Kalifen, die danach strebten, ihre Rivalen aus Bagdad zu stürzen. Diesem Vorhaben kamen sie näher, indem sie im Jahr 969 die Ichschididen stützten und die Kontrolle über Ägypten erlangten. Im Jahr 973 verlegten sie ihren Sitz dorthin. Dazu gründeten sie eine neue Palaststadt, Kairo. Ihren Herrschaftsbereich konnten die Fatimiden noch auf Palästina und Südsyrien ausdehnen, kamen aber nie darüber hinaus. Ifriqiya vertrauten sie der Familie der Ziriden an, die dort in ihrem Auftrag als Vizekönige herrschten.
Die schiitische Familie der Buyiden eroberte in der ersten Jahrhunderthälfte vom südpersischen Fars aus ein Gebiet, das große Teile der heutigen Staaten Iran und Irak umfasste. Die von Militärführern abstammende Familie beteiligte mehrere Familienmitglieder unter wechselnder Führung relativ gleichberechtigt an der Herrschaft. Mit der Eroberung Bagdads im Jahre 946 stellten sie zwar die sunnitischen abbasidischen Kalifen unter ihre Kontrolle, ließen aber das Kalifat bestehen, obwohl sie Schiiten waren. Bei der Besetzung von Staatsämtern bevorzugten sie jedoch andere Gruppen als die Abbasiden. Im Militär drängten nordiranische Dailamiten die Türken in den Hintergrund, und in der Zivilverwaltung wurden mehr nichtsunnitische persische Amtsinhaber beschäftigt.

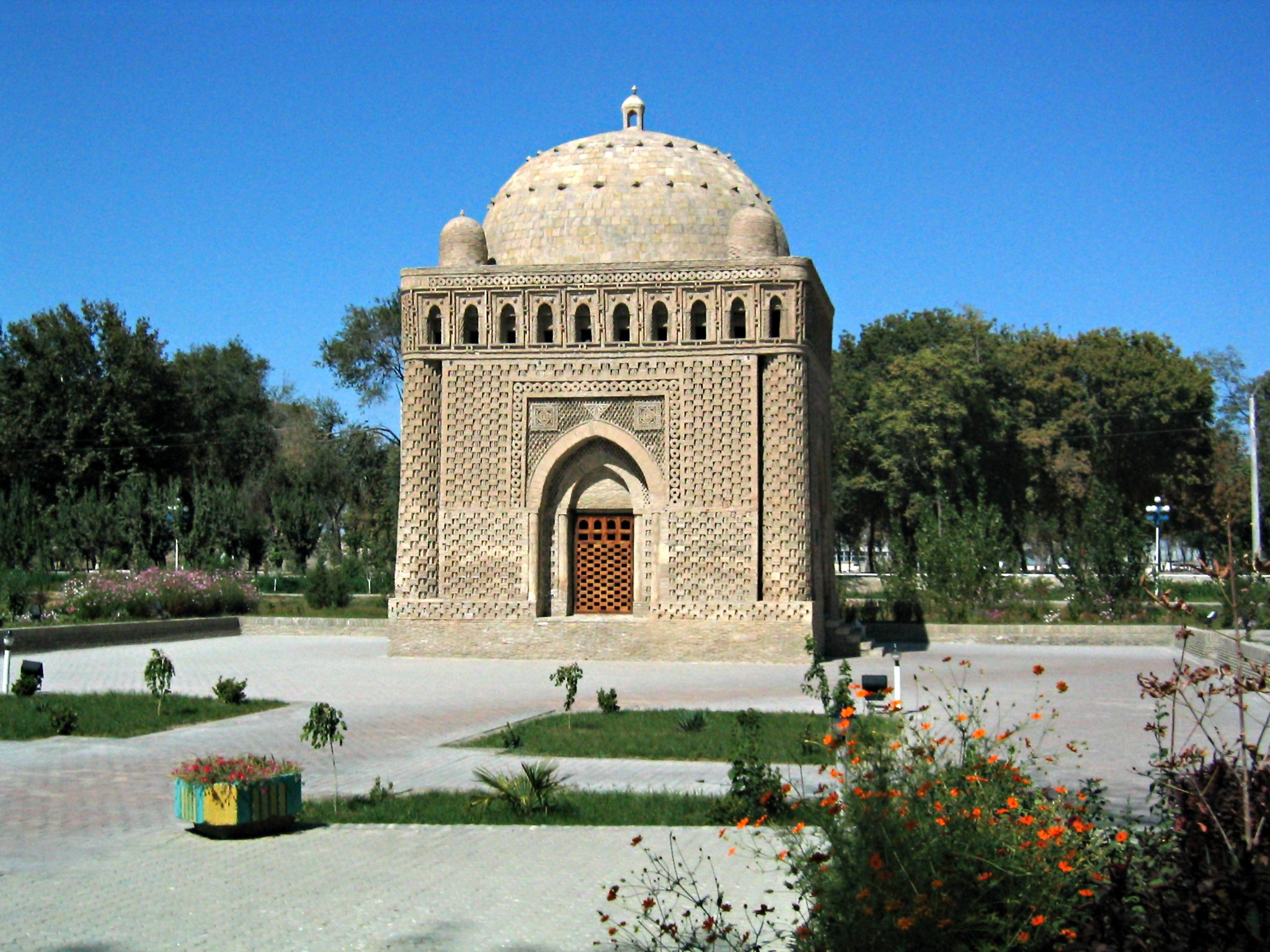
Samaniden-Mausoleum im Buchara

Der östliche Teil der muslimischen Welt, der große Teile Zentralasiens umfasste, wurde von der Samaniden-Dynastie regiert. Diese sunnitische Dynastie hatte persische Wurzeln. Die ökonomische Basis ihrer Herrschaft war die Landwirtschaft. Wirtschaftlich profitierten sie aber auch von den Fernhandelszentren der Seidenstraße, die in ihrem Machtbereich lagen. Eine effiziente Verwaltung gehörte zu den Stärken der Samaniden. Nach dem Höhepunkt der samanidischen Macht zu Anfang des Jahrhunderts wurden diese zunehmend von internen Rivalen herausgefordert, und in der zweiten Jahrhunderthälfte regionalisierte sich zunehmend die Macht. Davon profitierten am Ende des Jahrhunderts die Turkstämme, die von den Dynastien der Ghaznawiden und Karachaniden regiert wurden. Erste stammten von türkischstämmigen Militärsklaven ab, die als Sklaven den Islam annahmen. Letztere konvertierten als Stammesführer zum Islam und standen damit am Anfang einer Welle, in deren Zuge viele Turkstämme zum Islam konvertierten. Am Ende des Jahrhunderts teilten sich beide Dynastien das Reich der Samaniden, der letzten iranischstämmigen Dynastie Zentralasiens, auf. Deren Untergang wird als Meilenstein auf dem Weg zur Turkisierung Zentralasiens gesehen.
Die zunehmende Regionalisierung führte zu einer Vervielfältigung der kulturellen Ausdrucksformen in der muslimischen Welt. Im Reich der Buyriden und Samaniden war die islamische Kultur stark von persischen Elementen geprägt. Das (Neu-)Persische setzte sich zuerst in der Dichtung und danach auch in der weltlichen Prosa durch. Schāhnāme, das persische Nationalepos, entstand in dieser Zeit. Die Kalifen, Emire, Wesire und andere Eliten förderten Wissenschaft, Kunst und Kultur. Diese blühten in den städtischen Zentren wie Buchara, Samarkand, Isfahan, Bagdad, Kairo und Qairawān. Die wissenschaftliche Forschung auf den Gebieten Mathematik, Astronomie und Medizin erzielte neue Ergebnisse. Aber auch geschichtliche und philosophische Werke entstanden.

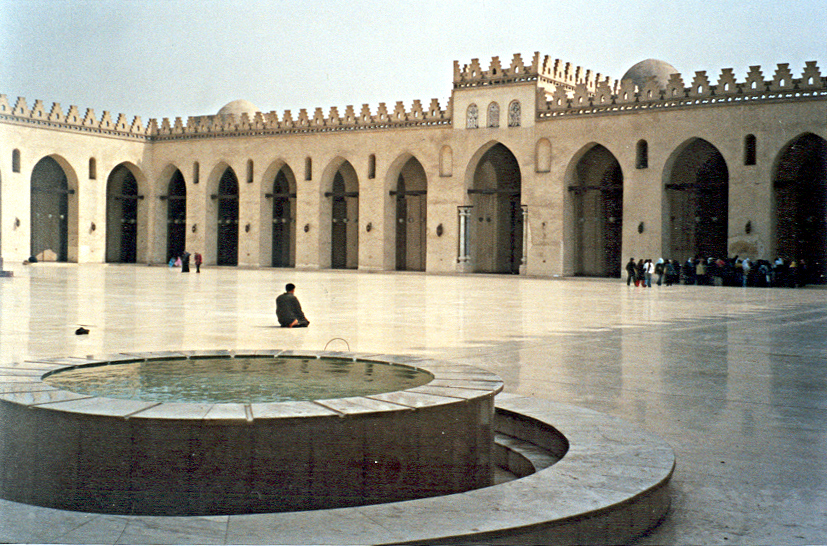
Die fatimidische al-Hākim-Moschee in Kairo

Obwohl im 10. Jahrhundert große Gruppen zum Islam konvertierten, lebten in der muslimischen Welt noch zahlreiche Anhänger anderer Religionen, wobei ihr Anteil an der Bevölkerung regional sehr unterschiedlich war. Insbesondere in Ägypten war die Mehrheit der Einwohner christlich. Durch religiöse Toleranz der Buyriden und Samaniden konnten die Schiiten in ihren Machtbereichen offen Anhänger werben, was auf große Resonanz stieß. So wurde unter den Muslimen der Anteil der Schiiten größer. Im Gegensatz zu dieser Dynastie von Emiren, verfolgten die fatimidischen Kalifen in ihrem Machtbereich eine aktive Werbung für das schiitische Bekenntnis ismailitischer Prägung. Sie förderten aktiv schiitische Institutionen, organisierten Lehrveranstaltungen über den ismailitischen Islam und versuchten, durch Prachtentfaltung zu überzeugen. Dabei praktizierten sie Toleranz gegenüber anderen Glaubensrichtungen und Religionen. Der Förderung ihrer Auslegung des Islam diente auch die Gründung einer Lehranstalt im Umfeld der von ihnen erbauten Azhar-Moschee. Auch wenn sie durch ihre Anstrengungen in Ägypten größere Gruppen vom ismailitisch-schiitischen Islam überzeugen konnten, so blieb doch die große Zahl der Muslime in Nordafrika sunnitisch.
Trotz der Regionalisierung gab es zwischen den muslimischen Regionen intensive Handelsbeziehungen, die auch den kulturellen Austausch förderten. Ägypten stieg unter den Fatimiden zu einem bedeutenden Wirtschafts- und Handelszentrum auf. Sie förderten die Infrastruktur und bekämpften die Korruption. Zum wirtschaftlichen Nutzen Ägyptens verlagerte sich in diesem Jahrhundert der Seehandel vom Persischen Golf in das Rote Meer.

## Asien

### Indischer Subkontinent

Ungefähre Ausdehnung des Rashtrakuta-Reiches

Den indischen Subkontinent teilten sich wie schon in den vorherigen Jahrhunderten mehrere regionale Großreiche. Das vorübergehend mächtigste Großreich wurde das der Rashtrakuta-Dynastie. Vom zentralindischen Dekkan-Plateau eroberten sie zur Jahrhundertmitte Südindien. Die Chola-Dynastie hatte dort das Großreich der Pallava-Dynastie übernommen. Die Niederlage durch ihre Rivalen aus dem Norden warf sie für ein halbes Jahrhundert auf ihr Kerngebiet zurück. Das Großreich der Rashtrakuta, deren Macht zeitweise bis nach Sri-Lanka und Nordindien reichte, strebte in den 960er Jahren seinem Höhepunkt zu. Danach schwächten die Kosten der militärischen Durchsetzung der Herrschaft das Kernland der Rashtrakuta so stark, dass ein Gouverneur die Dynastie in den 970er Jahren stürzte. Dieser konnte jedoch nur in Zentralindien die Chalukya-Dynastie als Nachfolger etablieren. Im Süden nutzen die Chola den Sturz des Rashtrakuta und begannen in Südindien ein Großreich zu errichten, das in den folgenden Jahrhunderten seinen Einfluss weit über den indischen Subkontinent hinaus entfaltete.
Nach der militärischen Expansion des Rashtrakuta-Reiches bauten seine Könige keine zentralen Verwaltungsstrukturen in den unterworfenen Gebieten auf. Vielmehr erlaubten sie den unterworfenen Fürsten, die Ämter und Posten am Hof des Großreiches bekamen, ihr Kerngebiet zu regieren, und verlangten lediglich Tribute von ihnen. Durch die hohe Zahl an Tributärfürsten steigerte sich das Ansehen des Königs. Im ähnlichen Maße, wie sich die Stellung der Tributärfürsten verbesserte, verlangten und bekamen die Gouverneure im Kernland Autonomie über die von ihnen verwalteten Provinzen. Den zentrifugalen Tendenzen dieses Herrschaftsgebildes versuchten die Könige durch die religiöse Begründung ihrer Position mit Hilfe der Brahmanen, den Geistlichen des vorherrschenden Hinduismus, zu begegnen. Ferner schenkten sie diesen königstreuen Geistlichen Land in den Provinzen der Tributärfürsten.
Zu Beginn des Jahrhunderts wurde der Nordwesten Indiens von der Gurajara-Pratihara-Dynastie beherrscht. Zur Abwehr der Bedrohungen durch die Sind-Araber im Westen und der Rashtrakuta-Dynastie im Süden unterhielten sie umfangreiche Armeen, was große wirtschaftliche Ressourcen erforderte. Ferner belastete die Plünderung ihrer Hauptstadt durch die Rashtrakuta ihre Macht, die im Laufe des Jahrhunderts ständig abnahm. Im 9. Jahrhundert konnten sich die Pratiharas noch auf die in ihrem Gebiet lebenden Rajputen-Stämme, eine feudale Kriegerkaste, stützen. Die abnehmende Macht der Pratiharas im 10. Jahrhundert nutzen viele Rajputen-Fürsten, um eigene kleine Herrschaften in Nordindien zu gründen.

### China

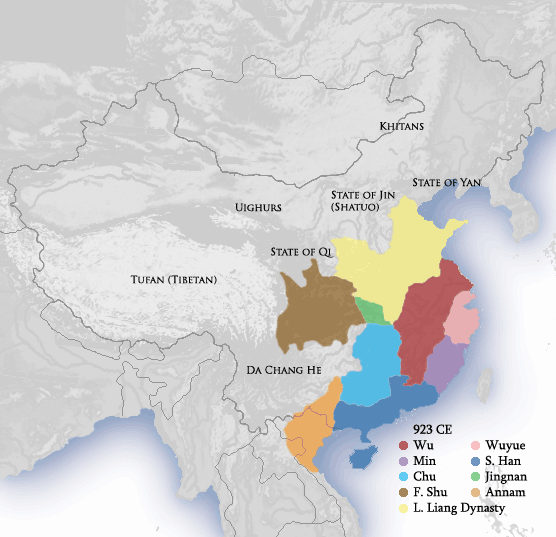
Das Reich der fünf Dynastien (gelb) und die anderen zehn Reiche um 923 n. Chr.

#### Politische Entwicklungen
Faktisch war die politische Dezentralisierung Chinas schon im 9. Jahrhundert vollzogen worden. Mit der Absetzung des letzten Kaisers der Tang-Dynastie im Jahr 907 spiegelten nun auch die formalen Strukturen die politischen Kräfteverhältnisse wider. Kriegsherren, die zuvor schon autonome Regionen innerhalb des Tang-Reiches beherrschten, gründeten zu Beginn des Jahrhunderts zehn auch offiziell selbständige Reiche, von denen neun im Süden Chinas lagen. Ein elftes im Norden gelegenes Gebiet sah sich als Nachfolger des Tang-China und brachte im Jahr 960 die Song-Dynastie hervor. Da dieses Gebiet bis zum Jahr 960 nacheinander von fünf Dynastien beherrscht wurde, bezeichnet die chinesische Geschichtsschreibung die Periode der Jahre 907 bis 960 auch als die Zeit der Fünf Dynastien und Zehn Reiche. Im Reich der fünf Dynastien lösten sich die Herrscher, die im Fall der drei mittleren Dynastien dem Volk der Shatuo-Turk angehörten, in rascher Folge ab, wobei viele Herrscher durch Gewalt an die Macht kamen. Die Kitan, die nördlich der fünf Dynastien ein Reich errichtet hatten, mischten sich in den 930er und 940er Jahren in die Innenpolitik des Fünf-Dynastien-Reiches ein. Im Zuge einer Auseinandersetzung mit der chinesischen Jin-Dynastie konnten sie durchsetzen, dass ihnen die Herrschaft über die 16 Präfekturen entlang des östlichen Abschnitts der Chinesischen Mauer übergeben wurde. Von dieser militärstrategisch bedeutsamen Position konnten sie auch die nachfolgenden Dynastien nicht endgültig verdrängen. Die innenpolitischen Auseinandersetzungen der Fünf-Dynastien-Zeit und die Auseinandersetzungen mit den Kitan wurden zeitweise militärisch ausgetragen und hinterließen im Norden erhebliche Zerstörungen und Verwüstungen.
Nachdem im Jahr 960 General Zhao Kuangyin die letzte der fünf Dynastien stürzte und die Song-Dynastie begründete, eroberte er bis zum Jahr 979 die übrigen Königreiche. Das China der Song-Dynastie, die es bis 1279 regierte, war mit ungefähr 2,7 Mio. km² wesentlich kleiner als das China der Tang-Zeit. Im Zuge des Einigungsprozesses kam das Song-China in Konflikt mit seinem nördlichen Nachbarn, dem Reich der Kitan. Bis zum Jahr 1005 führten die Song mit den Kitan Krieg um die Gebiete an der gemeinsamen Grenze. Den Kitan, den bedeutendsten von mehreren Regionalmächten, die das Song-Reich umgaben, gelang es durch entscheidende militärische Siege und taktisches Geschick, die von ihnen zu Jahrhundertbeginn erlangten 16 Präfekturen zu behalten. Nordöstlich des Reiches hatten die Tanguten einen Staat gegründet und gerieten mit den Song in Streit über die Grenzregion. Im Südwesten lag das im Jahr 937 gegründete Königreich Dali, das Nachfolgereich des Nanzhao-Reiches. Im Süden etablierte sich das Reich Dai Co Viet auf dem Gebiet des heutigen Vietnam.
Kurz nach seinem Regierungsantritt löste der erste Song-Kaiser die bisherige Teilung der Verwaltung in Militärverwaltung und Zivilverwaltung auf und unterstellte das Militär der Zivilverwaltung. Damit entzog er den Militärgouverneuren, den Jiedushi, die während des Niedergangs der Tang-Dynastie regionale Machtpositionen aufbauen konnten, die Machtgrundlage. Die obersten Militärführer wurden pensioniert oder in die Zivilverwaltung überführt, wo ihre häufigen Versetzungen den Aufbau von Machtbasen verhindern sollten. Auch der Charakter der Armeen hatte sich im 10. Jahrhundert gegenüber der Tang-Zeit verändert. Zur Hochzeit der Tang wurden die Armeen von altem Familienadel geführt und setzten sich in erheblichen Maße aus rekrutierten Bauern zusammen. Hingegen waren die Armeen des 10. Jahrhunderts Armeen von Söldnern und den Kaisern ergebenen Elitetruppen.
Die Song-Kaiser bauten ihre Herrschaft auf einem hierarchischen Beamtenapparat auf, an dessen Spitze der Kaiser stand. Die Regionalgliederung erfolgte nach Provinzen und Präfekturen. Um die Stellung der Zentrale zu stärken, wurden deren Führungspersonen regelmäßig ausgetauscht und durch Revisoren überwacht. Das Zugangssystem zu den Beamtenstellen entwickelten die Song aufbauend auf dem der vorherigen Dynastien weiter. Die auch schon in den Jahrhunderten zuvor eingesetzten Beamtenprüfungen wurden für immer mehr Beamtenstellen Zugangsvoraussetzung. Das Prüfungssystem wurde reformiert und für mehr Schichten als zuvor geöffnet. Dennoch bestanden im überwiegenden Maße jene Kandidaten die chinesische Beamtenprüfung, die von ihren eigenen Familien oder von reichen Gönnern die notwendige finanzielle Förderung dafür erhielten.

#### Wirtschaft, Gesellschaft und Kultur

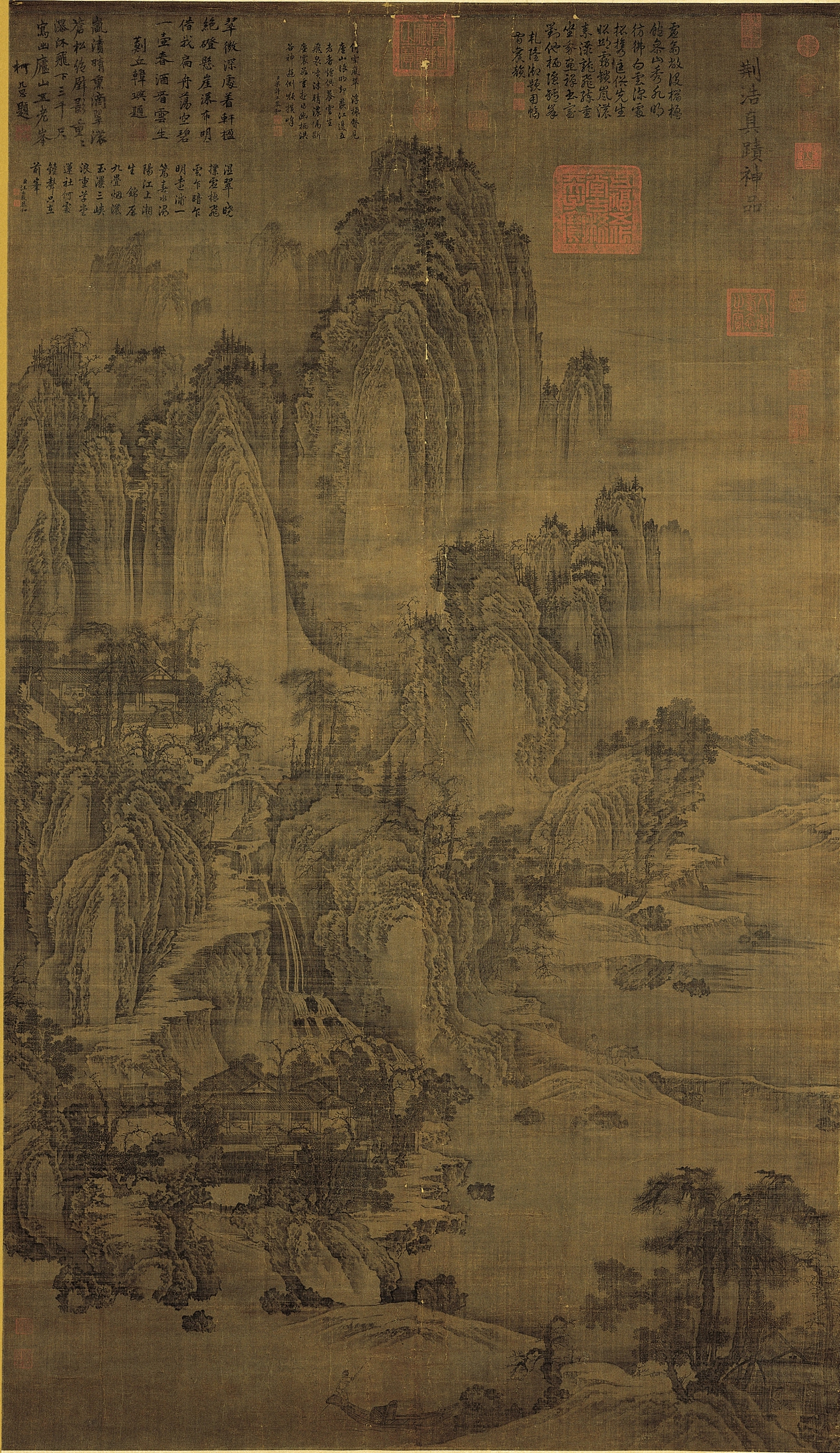
Bild des Malers Jing Hao, Berg Kuanglu

Das 10. Jahrhundert ist Teil einer Periode, in der sich in China ein wirtschaftlicher und gesellschaftlicher Umbruch ereignete. Die Anfänge dieses Prozesses gehen auf das 8. Jahrhundert zurück und die Song-Zeit stellt den Abschluss dieses Prozesses dar. Dieser Prozess zeichnete sich durch eine Produktionssteigerung und Diversifizierung der Landwirtschaft aus, die durch das milde Klima der Zeit begünstigt wurde. Weitere Kennzeichen waren ein starker Anstieg der Bevölkerungszahlen, die Förderung des Handels und die Entstehung und das Wachstum von Städten.
Schwerpunkt der landwirtschaftlichen Entwicklung war der Süden und hier insbesondere das Delta des Flusses Jangtsekiang und die Küstenregionen. Der hier praktizierte Reisanbau konnte viermal so viele Menschen ernähren wie der Getreideanbau des Nordens. Bessere Nahrungsversorgung, aber auch die größere Sicherheit vor gewaltsamen Übergriffen der Nachbarreiche waren die Gründe für eine stärke Wanderungsbewegung der Bevölkerung vom Norden in den Süden.
Neben dem größeren Reservoir an Arbeitskräften war der Einsatz neuer Techniken, wie die Perfektionierung des Nassfeldbaus, der Einsatz neuer Reissorten und das Aufbringen von Dünger, Triebkraft der landwirtschaftlichen Entwicklung. Hinzu kamen der Einsatz von Pumpen sowie die Nutzung von Mühlen und Dreschmaschinen. Diese Mittel ermöglichten nicht nur, den Ertrag bestehender Flächen zu steigern, sondern auch Flächen zu nutzen, die vorher nicht landwirtschaftlich genutzt werden konnten. Die Song-Dynastie förderte wie schon die letzte der fünf Dynastien und einige der zehn Königreiche, die Wirtschaft durch Ausweisung zusätzlicher landwirtschaftlicher Nutzflächen, die Umverteilung der Steuerlast sowie Infrastrukturmaßnahmen, wie den Kanal- und Dammbau. Hinzu kam, dass durch den Einsatz von Söldnerarmeen die Bauern nicht mehr durch Rekrutierungen von der Feldarbeit abgehalten wurden. Die Steigerung der Produktion erlaubte eine Wandlung der Wirtschaft von einer auf Selbstversorgung ausgerichteten zu einer marktorientierten Wirtschaft. Als Folge der landwirtschaftlichen Spezialisierung weitete sich der Handel aus. Die Waren- und Geldwirtschaft gewann an Bedeutung, was sich in den letzten Jahren des Jahrhunderts insbesondere an der stärkeren Ausweitung der Münzprägung des Staates zeigte.
Der Export war für den Staat sowohl durch Außenhandelsmonopole als auch durch Zölle, die von freien Händlern entrichtet wurden, eine bedeutende Einnahmequelle. Exporte fanden zunehmend auf dem Seeweg statt, so dass sich in den Küstenorten schon in der ersten Jahrhunderthälfte Exportindustrie entwickelte. Neben Seide und Metallen gewann die Produktion von Keramik für den Export eine steigende Bedeutung.
Eine kleine Gruppe von Großgrundbesitzern, die zum großen Teil Mitglieder des Herrscherclans und hohe Beamte waren, konnte ihren Besitz durch Zukauf immer weiter vergrößern. Ursache war ein Steuersystem, das an den Landbesitz anknüpfte und in seiner praktischen Umsetzung kleine Landbesitzer überproportional belastete. Um der Steuerbelastung zu entgehen, verkauften viele Kleinbauern ihre Grundstücke an Großgrundbesitzer. Der Großgrundbesitz wurde von Pächtern, oft den ehemaligen Eigentümern der Grundstücke, bebaut. So entstand einerseits eine große soziale Ungleichheit, die Spannungen verursachte, anderseits gingen dadurch, dass die Kleinbauern weniger wurden, die Steuereinnahmen zurück.
Im 10. Jahrhundert stieg die Zahl der in China gedruckten Bücher stark an. Neben zahlreichen Büchern mit weltanschaulichem Inhalt entstanden vermehrt auch Titel mit weltlichem Inhalt. Ziel dieser Bücher war die Verbreitung von Wissen, wie dem Bau technischer Anlagen. Eine bedeutende Sammlung bestehenden Wissens war die Enzyklopädie Taiping yulan, die am Ende des Jahrhunderts entstand. Dem gleichen Zweck diente auch die Bibliothek des Kaiserpalastes, die im Jahr 978 gegründet wurde und später zu einer der bedeutendsten Bibliotheken werden sollte.
Im Reich der fünf Dynastien spielte der Maler Jing Hao eine große Rolle bei der Entwicklung eines neuen Stils der Landschaftsmalerei. In seinen Bildern steht die Landschaft ganz im Vordergrund und die Menschen treten als kleine Bildelemente zurück. Zentrales Motiv der Landschaftsmaler des 10. Jahrhunderts waren die Berge, die häufig in blauen und grünen Mineralfarben gemalt wurden. Auch die häufigere Abbildung von Alltagsszenen war typisch für die Song-Zeit. Die Bilder geben die Menschen und Begebenheit basierend auf einer genauen Beobachtung sehr detailgetreu wieder. Gu Hongzhong, ein Hofmaler einer der zehn Königreiche, war ein erster bedeutender Repräsentant dieser Richtung.

### Ost und Südostasien

#### Das Reich der Kitan
Die Kitan waren ursprünglich eine in der Inneren Mongolei beheimatete Konföderation. Im Jahr 907 setzte sich Abaoji als Alleinherrscher an ihre Spitze und begründete eine Dynastie. Auch wenn er sich schon Kaiser nannte, so gab erst sein Sohn der Dynastie ihren Namen Liao. Nachdem Abaoji die Mongolei unter seine Kontrolle gebracht hatte, eroberte er das nördlich der koreanischen Halbinsel gelegene Reich Balhae und Gebiete im nördlichen China. Die Liao-Dynastie regierte ein Reich unterschiedlicher Völker, von den Han-Chinesen der 16 Präfekturen bis zu den mongolischen Kitan. Dem trugen die Liao-Kaiser Rechnung, indem sie das Herrschafts- und Verwaltungssystem sowie die Wirtschaftspolitik der jeweiligen Region anpassten. So etablierten sie Youzhou, das heutige Peking, als zweite südliche Hauptstadt. Von dort aus wurden die mehrheitlich von Han-Chinesen bewohnten Landesteile mit Hilfe von Verwaltungssystemen und Gesetzen regiert, die an jene der Tang-Dynastie angelehnt waren. Im Landesteil, in dem die Kitan in der Mehrheit waren, galten dagegen die traditionellen Gesetze und Sitten der Stämme. Dennoch adaptieren die Kitan auch hier einige Aspekte chinesischer Herrschaft und Kultur. So entwickelten sie eine Schrift für ihre Sprache, die sich an der chinesischen orientierte. Schrittweise übernahm der Hof der Liao-Kaiser chinesische Abläufe und Rituale.

#### Koreanische Halbinsel
Das Reich Balhae, das den äußersten Norden der koreanischen Halbinsel und Teile der Mandschurei umfasste, wurde im Jahr 926 von den Kitan erobert. Den größten Teil teilten sich das Reich Silla und die von ihm abgespaltenen Reiche Goryeo und das späte Baekje-Reich. Im Jahr 936 unterwarf Goryeo die anderen Reiche und beherrschte einen großen Teil der koreanischen Halbinsel. Ein Kaisertum etablierte sich, das sich auf eine nach chinesischem Vorbild organisierte Beamtenschaft stützte. Dennoch spielte die Standeszugehörigkeit, die erblich war, eine große Rolle.

#### Das Reich der Khmer
Im festländischen Südostasien war das Reich der Khmer, das sich um die Hauptstadt Angkor gruppierte, eine bedeutende Regionalmacht. Das im 9. Jahrhundert gegründete Angkor war in ein großes, aufwendig gebautes System von Kanälen, Stauseen und Wasserläufen eingebettet. Ferner war es über Wasserstraßen mit der Küste verbunden, was die Einbindung in den südostasiatischen Seehandel ermöglichte. Die landwirtschaftlichen Überschüsse von Angkor ermöglichten den Herrschern, die Stadt um neue hinduistische Tempelanlagen von großen Dimensionen zu erweitern. Damit konnten sie ihre Herrschaft legitimieren und wurden durch die Errichtung außergewöhnlicher Tempelanlagen Teil des Gottes.

## Amerika
In Mittelamerika gab es das Reich der Tolteken.

## Ereignisse

### Europa
- 910: Die Abtei Cluny wird gegründet, von der eine klösterliche und kirchliche Reformbewegung ausgeht.
- 911: Normannen erhalten das von ihnen seit der 2. Hälfte des 9. Jahrhunderts besiedelte Gebiet zu Lehen. Die Normandie entsteht.
- 929: Gründung des Kalifats von Córdoba durch Abd ar-Rahman III.
- 955: In der Schlacht auf dem Lechfeld führt König Otto der Große ein Heer, das den Ungarn eine verheerende Niederlage beibringt. Durch den Sieg wird Ottos Position als König unumstritten.
- 966: Der polnische Herzog Mieszko I. aus der Dynastie der Piasten lässt sich nach römisch-katholischer Art taufen.
- 987: Nach dem Tod des letzten karolingischen Königs wird Hugo Capet zum König gewählt. Dieser begründet die Dynastie der Kapetinger, die Frankreich in den folgenden Jahrhunderten regiert.
- 988: Großfürst Wladimir I., Herrscher der Kiewer Rus, empfängt die orthodoxe Taufe. Christianisierung der Rus.
- 997: Der polnische Herzog Boleslaw I. schließt ein enges politisches und militärisches Bündnis mit dem Heiligen Römischen Reich und besiegelt die Integration Polens in die westlich-christliche Kultur.
- 1000: Stephan I. wird zum ersten König des Königreiches Ungarn gekrönt. Integration in die westlich-christliche Kultur und Christianisierung im multiethnischen Ungarn.

### Afrika, Asien und Amerika
- 907: Mit der Absetzung des letzten chinesischen Kaisers der Tang-Dynastie beginnt die Zeit der fünf Dynastien.
- 918: Beginn der Goryeo-Dynastie in Korea.
- 960: Der erste Kaiser der Song-Dynastie erringt in China die Macht.
- 970: Gründung der al-Azhar-Universität (Moschee) in Kairo.
- 979: Der erste Song-Kaiser vollendet die Wiedervereinigung Chinas.
- Um 1000: Die Grænlendingar, geführt von Leif Eriksson, errichten einige kleine Siedlungen in Nordamerika, die keine 50 Jahre überleben.

## Persönlichkeiten
- Heinrich I. ist der erste König des Ostfrankenreiches, der nicht dem Volk der Franken angehört.
- Otto I. begründet das Kaisertum der Herrscher des Heiligen Römischen Reiches.
- Theophanu, Kaiserin des Heiligen Römischen Reichs
- Hugo Capet begründet die französische Königsdynastie der Kapetinger.
- Basileios II., byzantinischer Kaiser
- Krishna III., erobert ein Reich, das große Teile des Indischen Subkontinents umfasst.
- Song Taizu eint China als erster Kaiser der Song-Dynastie.
- Hrotsvit von Gandersheim, Verfasserin der ersten Dramen seit der Antike.